# Acasta-Gneis

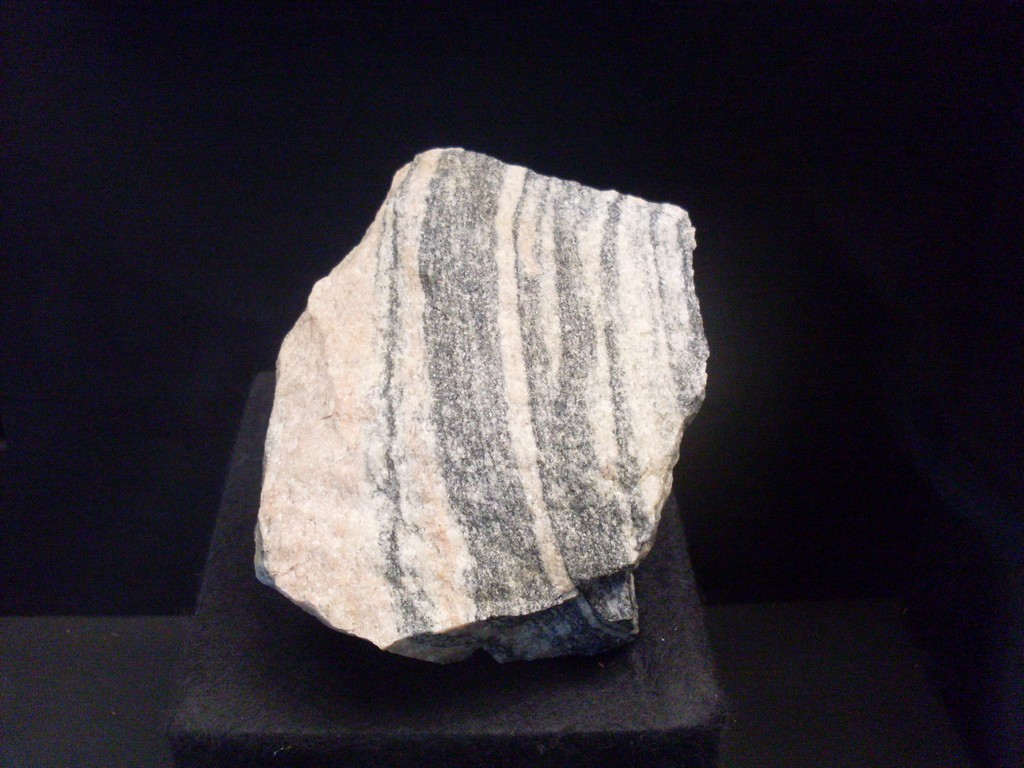
Ein Stück Acasta-Gneis im Naturhistorischen Museum Wien

Der Acasta-Gneis oder Acasta-Gneis-Komplex (nach dem nahe gelegenen Acasta River) ist eine Gesteinseinheit des Archaikums im Nordwesten Kanadas. Die überwiegend aus Gneis bestehende Einheit enthält Bereiche, deren Ausgangsgesteine auf ein Alter von bis zu 4030 Ma datiert wurden und somit zu den ältesten bisher bekannten Gesteinen der Erde gehören.

## Lage
Die Gesteine des Acasta-Gneises treten rund um den Acasta River im Siedlungsgebiet der Dogrib-Indianer zutage, östlich des Großen Bärensees und nördlich des Little Crapeau Lake, etwa 350 km nördlich von Yellowknife, der Hauptstadt der kanadischen Nordwest-Territorien. Sie gehören zum westlichen Teil des Slave-Kratons, einem archaischen Kontinentalkern im Kanadischen Schild.

## Erforschungsgeschichte
Gesteine archaischen Alters wurden am Acasta River im Rahmen der Kartierung des Wopmay-Orogens das erste Mal im Jahr 1984 nachgewiesen und bis Ende der 1980er Jahre mehrfach untersucht und kartiert. Die bisher bekannten Datierungen wurden in einem Gebiet von etwa 20 km² gemacht.
Zunächst wurden die Gneise durch Samuel Bowring und William Randall Van Schmus auf ein Alter von 3,48 Ga (Milliarden Jahre) datiert. Im Jahr 1989 erhielt ein Forscherteam um S.A. Bowring, Ian S. Williams und William Compston durch SHRIMP-Datierungen mit 3962 ± 3 Ma ein Alter von etwas unter 4 Milliarden Jahre. Erst im Laufe der nachfolgenden Forschungsarbeiten mehrerer Forschergruppen wurde das noch höhere Alter erkannt. Seitdem wurde das Gebiet der Acasta-Gneise detailliert kartiert und geologisch bearbeitet.

## Geologischer Rahmen
Der Acasta-Gneis-Komplex liegt im äußersten Westen des Slave-Kratons, einem der vier archaischen Kratone, die einen großen Teil Kanadas und Grönlands bilden. Die Geologie der Slave-Provinz ist gekennzeichnet durch die Existenz eines mehr als 2,8 Milliarden Jahre alten Grundgebirges, das aus amphibolitfaziellen granitischen Gneisen und Intrusiva besteht, die zusammen mit Quarziten, Vulkaniten, Konglomeraten und Bändererzen vorkommen. Dem Grundgebirge liegen Gesteine der Yellowknife Supergroup auf, die vor allem aus mafischen bis felsischen Vulkaniten und turbiditischen Grauwacke-Tonstein-Abfolgen bestehen. In alle diese Gesteine drangen vor etwa 2,6 Milliarden Jahre granitische bis tonalitische Plutone ein und verursachten die Deformation und Metamorphose der vorher gebildeten Abfolgen.

## Geologische Situation und Gestein
Die Gneisvorkommen liegen im Zusammenhang mit den Gesteinen der westlichen Slave-Provinz in einer tektonischen Hochlage, in der unter deckenartigen Überschiebungen auf einem Gebiet von etwa 50 km Länge und 30 km Breite die alten Gesteine zu Tage treten. Das Vorkommen der Acasta-Gneise liegt in der sogenannten Exmouth-Kulmination im Süden dieses Gebiets. Die Hebung der betreffenden Schichten geht wahrscheinlich auf die Wopmay-Gebirgsbildung zurück, da sie sowohl im östlichen Vorland als auch in der internen metamorphen Zone dieses Orogens liegen.
Die Acasta-Gneise werden durch eine Störung zweigeteilt. Die Gesteine im Osten der Störung sind überwiegend rosafarbene, massige bis lagige granitische Orthogneise, im Westen dagegen auf komplizierte Weise verflochtene, Biotit- und Hornblende-führende tonalitische und granitische Gneise. In die Abfolge sind vor etwa 3,6 Milliarden Jahren granitische Plutone eingedrungen, die heute eine metamorphe Bänderung aufweisen, in manchen Bereichen jedoch noch Überreste der ursprünglichen magmatischen Textur aufweisen.
Die Abfolge der metamorphen Ereignisse, die die Gesteine betroffen haben, ist kompliziert und umfasst mindestens fünf Überprägungen. Zuletzt drangen zwischen 1,9 und 1,26 Ga während und nach der Wopmay-Orogenese syenitische und mafische Dykes in die Schichtenfolge ein.
Die Gneise, deren Ausgangsgesteine auf ein Alter von mehr als 4 Milliarden Jahren datiert wurden, kommen als Einschlüsse von tonalitischer und gabbroider Zusammensetzung im Acasta-Gneis vor. Es handelt sich um granitische und dioritische Intrusionen, die durch Metamorphose stark überprägt wurden. Neuere geochemische Untersuchungen am Gestein zeigen keine Interaktion mit damals bereits vorhandener kontinentaler Erdkruste an. Vermutlich wurden die Ausgangsgesteine aus dem damaligen Erdmantel oder der damaligen übrigen Kruste herausgeschmolzen.

## Bedeutung
Es wurden zwar schon mehr als 4.300 Ma alte Zirkone in den Narryer-Bergen im westlichen Australien gefunden. Im Jahr 2006 wurde auch ein Einzel-Zirkon aus den Acasta-Gneisen auf ein Alter von 4,2 Milliarden Jahre datiert, diese Datierung gilt mittlerweile allerdings als fragwürdig. Während diese Kristalle jedoch nur mikroskopische Zeugnisse einer verschwundenen Erdkruste sind, sind die Acasta-Gneise im von Gletschern flach geschliffenen kontinentalen Schild am Acasta River als Ganzes erhalten geblieben. Die Ausgangsgesteine der Gneise zeigen keinen Hinweis auf den Einschlag von Asteroiden, die nach bisheriger Vorstellung während des Großen Bombardements (Late Heavy Bombardment, LHB) in der Zeit zwischen 4,1 und 3,8 Milliarden Jahren auf die inneren Planeten des Sonnensystems gestürzt sind, darunter auch auf die Erde.
Von vergleichbarer Bedeutung sind die auf mehr als 3.800 mya datierten, ehemaligen Sedimente der Isua-Gneise im Kanadischen Schild nordöstlich von Nuuk am Rande des grönländischen Eisschildes. Im Gegensatz zu den magmatischen Gesteinen der Acasta-Gneise wurden die Ausgangsgesteine der Isua-Gneise zum Teil an der Erdoberfläche abgelagert und geben Hinweise darauf, dass auch damals schon Wasser existierte, und die Ablagerungsbedingungen ähnlich waren wie heute.
Meldungen über die Entdeckung von etwa 4.280 Ma alten Gesteinen im Nuvvuagittuq-Grünsteingürtel im nördlichen Québec in Kanada im Jahr 2008 sind weiterhin Gegenstand der Forschung. In wissenschaftlichen Zeitschriften veröffentlichte Altersdatierungen dieser Gesteine lagen zunächst nur zwischen 3.661 ± 4 bis 3.817 ± 16 mya, neuere Arbeiten bestätigten jedoch das Alter von ca. 4.300 Ma für die Nuvvuagittuq-Gesteine.
Seit 2003 wird ein 4 Tonnen schwerer Stein aus dem Acasta-Gneis-Komplex, der vom Smithsonian Institute ins National Museum of the American Indian gebracht wurde, in Washington, D.C. ausgestellt.